# Piszkurunuvasz
Koordináták: é. sz. 39° 49′, ny. h. 34° 48′39.816667°N 34.800000°W
A Piszkurunuvasz-hegy (Piškurunuwa(š), ḪUR.SAGpi-iš/uš-ku-ru-nu-wa(-aš)) a hettita mitológiában rendkívül fontos szerepet játszó magaslat. Helye ismeretlen, mivel a szövegek, amelyekben előfordul, nem pontosítják a földrajzi környezetet. Még a régió sem ismert, ahol keresni kellene. Az egyik lehetséges jelölt a mai törökországi Kerkenes Dağ Yozgathoz közel, ahol a Yozgat-tábla előkerült. Névváltozatai: Puškurunuwa, Pi/aškuwatti.
Az egyik legfontosabb hettita ünnep, az AN.TAḪ.ŠUMSAR központja volt. A KUB 20,96 néhány utalása:
„Utazás Haittába, amely után a szobrot felhozták a Piszkurunuvaszra… […] ezután után az éjszakát Harranassza/iban töltötte… […] napot töltött a harranassza/i vallási szertartások tiszteletére Arinna Nap istennője (és [HATTI Viharistene])”
Ehhez hasonló információkra kell támaszkodni az azonosításához. Azonban sem Haitta, sem Harranassza/i nem azonosítható konkrétan, nem tudni, hogy az istenszobrok hol mennyi időt töltöttek, és az utazás mennyi ideig tartott. Valószínűsíthető, hogy Anatólia középső vidékén keresendő, mivel a név luvi eredetre utal, de a mitológiában játszott szerep alapján nem lehetett túlságosan távol a központi felföldtől.
A szertartások része volt a hegy istenének bor és kenyér áldozása, ünnepi evés és ivás a hegyen.